# Повереннова, Дарья Владимировна
Да́рья Влади́мировна Пове́реннова (род. 15 июня 1972, Москва, СССР) — советская и российская актриса театра и кино. Заслуженная артистка Российской Федерации (2022).

## Биография
Родилась 15 июня 1972 года в Москве. Родители хотели, чтобы Дарья стала переводчицей, как отец. Она занималась в спецшколе с углублённым изучением английского языка.
После окончания школы подала документы в театральный, но не поступила. После неудачи год работала помощником режиссёра со знанием английского в съёмочной группе картины «Затерянный в Сибири» Александра Митты, а через год поступила в Щукинское театральное училище (курс В. В. Иванова), окончив которое стала актрисой театра имени Маяковского. Также принимает участие в антрепризных спектаклях.
В 1992 году, будучи студенткой второго курса, дебютировала в кино, снявшись в одной из серий эротического американского телесериала Залмана Кинга «Дневники „Красной туфельки“».
С 1994 года — актриса Театра имени Вл. Маяковского.
Известность приобрела после выхода телесериала «День рождения Буржуя», где она сыграла сестру главного героя, Веру.
В 2016 году была участницей проекта телеканала «НТВ» «КиношоУ».

## Семья
Дедушка по линии матери — Сергей Владимирович Лукьянов (1910—1965), советский актёр театра и кино, Народный артист РСФСР. После десяти лет совместной жизни с бабушкой ушёл от неё.
Бабушка по линии матери — Надежда Захаровна Тышкевич (3 сентября 1911—2000) — балерина Киевского театра оперы и балета.
Отец — Владимир Ефимович Повереннов, работал переводчиком в издательстве «Прогресс», выпускавшем в СССР иностранную литературу.
Мать — Татьяна Сергеевна Лукьянова (род. 1 апреля 1939) — актриса, работала в Театре на Таганке: с 1960 года по 1993 год — в театре под руководством Юрия Любимова, затем, с 1993 года — в Содружестве актёров Таганки под руководством Николая Губенко.
Тётя — Оксана Сергеевна Лукьянова (род. 6 мая 1951) — переводчица и журналистка, дочь Сергея Лукьянова и актрисы Клары Лучко.
Первый муж — Александр Жигалкин, актёр и режиссёр.
- Дочь — Полина (род. 15 августа 1992)

Через 10 лет совместной жизни оставила мужа ради актёра Валерия Николаева, с которым они прожили два года. Впоследствии три года состояла в отношениях с актёром Анатолием Руденко.
Второй муж (с 14 февраля 2021 года) — Андрей Шаронов, российский экономист и государственный деятель, генеральный директор Альянса по вопросам устойчивого развития. Совместных детей у пары нет. У супруга двое детей от первого брака, прекратившегося из-за смерти жены.

## Общественная позиция
В феврале 2022 года выступила против вторжения России на Украину.

## Театральные работы
- «Любовь глазами сыщика» — Белинда
- «Развод по-женски» — Кристл Аллен
- «Карамазовы» — Аграфена Александровна
- «Рамки приличий» — Сесиль
- «Мой век» — Фостин
- «Три сестры» — Маша
- «Наши друзья Человеки» — Саманта
- «Идеальный муж» — миссис Чивли
- «Люди и мыши» — жена Кудряша
- «Чудаки» — Ольга [13][14]
- «Роковое наследство»
- «На посадку» — Клеопатра Львовна Мамаева
- 2000 — «Дети Ванюшина»  С. Найденова. Режиссёр: А. Гончаров — Катя

## Фильмография
| Год       |   | Название                                              | Роль                                                |
| --------- | - | ----------------------------------------------------- | --------------------------------------------------- |
| 1992      | с | Дневники Красной Туфельки (пятый сезон, первая серия) | Имя персонажа не указано                            |
| 1994      | ф | Я люблю                                               | Зина Старостина                                     |
| 1995      | ф | Лето любви / Lato miłości (Польша)                    | Соня                                                |
| 1999      | с | День рождения Буржуя                                  | Вера                                                |
| 2000      | с | Марш Турецкого                                        | Екатерина Петровна, жена Богачёва                   |
| 2000      | ф | Траектория бабочки                                    | Имя персонажа не указано                            |
| 2001      | с | День рождения Буржуя 2                                | Вера                                                |
| 2001      | с | Остановка по требованию 2                             | Катя                                                |
| 2001      | с | Сыщики                                                | Варя «Шаманка», певица                              |
| 2001      | ф | ДМБ: Снова в бою                                      | старший лейтенант Черникина                         |
| 2002      | с | Бригада                                               | Надя, мачеха Космоса                                |
| 2003      | с | Ералаш (выпуск № 164, сюжет «Мечты сбываются…»)       | пионервожатая                                       |
| 2003      | ф | Зачем тебе алиби?                                     | Маша                                                |
| 2003      | с | Чистые ключи                                          | Вера, журналистка                                   |
| 2004      | ф | Слова и музыка                                        | Катя, жена Левы                                     |
| 2005      | ф | Девочка с севера                                      | Наталья Касальская                                  |
| 2005      | ф | Не забывай                                            | Аня Пескова                                         |
| 2005      | ф | Парижская любовь Кости Гуманкова                      | Вера, жена Гуманкова                                |
| 2006      | ф | Об этом лучше не знать                                | Ольга, жена Антона                                  |
| 2006      | с | Провинциальные страсти                                | Имя персонажа не указано                            |
| 2006      | с | Слабости сильной женщины                              | Лера Вологдина                                      |
| 2007      | с | Ангел-хранитель                                       | Елена Крижевская                                    |
| 2007      | с | Оплачено смертью                                      | Алиса Крылова                                       |
| 2008      | с | Петровка, 38. Команда Семёнова                        | Людмила Филиппова, криминалист                      |
| 2009—2015 | с | Меч                                                   | Елена Николаевна Журова                             |
| 2009      | с | Когда падают горы                                     | Вероника                                            |
| 2009      | ф | Мальчик и девочка                                     | Дина Ивановна, учительница английского языка        |
| 2010      | с | Летучий отряд                                         | Наталья Кирсанова                                   |
| 2010—2013 | с | Ефросинья                                             | Анна                                                |
| 2010      | ф | Заградотряд                                           | Елена Сергеевна Кравченко                           |
| 2010      | с | Судьбы загадочное завтра                              | Лена Коваленко                                      |
| 2011      | с | Дальнобойщики 3                                       | Ирина Меркулова, хозяйка салона красоты, жена Стаса |
| 2011—2016 | с | Игра                                                  | Наташа Кравцова                                     |
| 2011      | с | Семейный очаг                                         | Настя Давыдова                                      |
| 2011      | с | Семейный детектив                                     | Валентина, бывшая жена Гордеева                     |
| 2011      | с | Группа счастья                                        | Инна Краснова                                       |
| 2011      | с | Срочно в номер 3                                      | Варвара Китайгородцева                              |
| 2012      | с | Джамайка                                              | Виктория Самгина                                    |
| 2012      | с | Предчувствие                                          | Соня Васильева                                      |
| 2013      | с | Ералаш (выпуск № 272, сюжет «Красивые слова»)         | мама девочки                                        |
| 2013      | с | Ангел или демон                                       | Елена Аверина, мать Маши                            |
| 2013—2014 | с | Тихая охота                                           | Лариса Егошина, сотрудница СК                       |
| 2013—2015 | с | Лесник                                                | Елена Сурикова, эколог                              |
| 2014      | с | Самара 2                                              | Вера Ивановна Казанцева, врач                       |
| 2014      | с | Бессонница                                            | Марина Ивлева                                       |
| 2014      | с | Чёрная река                                           | Катя                                                |
| 2014      | с | Господа полицейские                                   | Надежда                                             |
| 2016      | ф | Расплата за счастье                                   | Елена Ковалёва                                      |
| 2016      | ф | Всё исправить                                         | мама Маши, супруга Владислава Михайловича           |
| 2017      | ф | Завтрак в постель                                     | Ирина Штайн                                         |
| 2017      | с | Не вместе                                             | Рита                                                |
| 2017      | ф | Калейдоскоп судьбы                                    | Маргарита Лосева                                    |
| 2017      | ф | Мать за сына                                          | Ирина                                               |
| 2017      | с | Дожить до любви                                       | Арина                                               |
| 2018      | ф | Опасные танцы                                         | Оксана Эсмонт                                       |
| 2018      | ф | Охота на верного                                      | Тамара                                              |
| 2019      | с | Отчаянные                                             | Ирина Валентиновна Зимина                           |
| 2019      | с | Учителя                                               | Ольга                                               |
| 2019      | ф | Чайковский. Русский гений                             | Антонина Ивановна, жена Чайковского                 |
| 2020      | ф | Новая жизнь                                           | Александра Игоревна, хозяйка рекламного агентства   |
| 2020      | ф | Бодибилдер                                            | чиновник Министерства здравоохранения               |
| 2021      | с | Холодные берега. Возвращение                          | Ольга Чернышёва                                     |
| 2022      | с | Спасская 2                                            | Диана Галахова                                      |
| 2021      | ф | Арбатские тайны                                       | Имя персонажа не указано                            |
| 2023      | ф | Счастье не за горами                                  | Имя персонажа не указано                            |

## Награды и звания
- Заслуженная артистка Российской Федерации (1 апреля 2022 года) — за заслуги в развитии театрального и кинематографического искусства[17].
- Специальный приз «Лучшая женская роль в телесериале» на кинофестивале «Бригантина» за телесериал «День рождения Буржуя».